# Menhirs de la Ferme Lambert
Les menhirs de la Ferme Lambert sont deux menhirs situés à Collobrières, dans le département du Var en France.

## Protection
Les menhirs sont mentionnés pour la première fois en 1886 par Casimir Bottin. Ils sont inscrits au titre des monuments historiques en 1988.

## Description
Les menhirs sont en gneiss micacé d'origine locale. Un affleurement de cette roche, situé à une centaine de mètres du site, comporte «plusieurs excavations de la taille des menhirs». Ils sont distants de 8,30 m.
Le menhir no 1 est parfaitement vertical. Il mesure  3,15 m de haut pour 0,76 m de large et 0,36 m d'épaisseur. Il comporte une inscription d'époque récente à la base : ROCH 26/6/1967. Le menhir no 2 est légèrement penché. Il mesure  2,82 m de haut pour 0,50 m de large et 0,30 m d'épaisseur. Selon le commandant Laflotte, il aurait été cassé puis relevé. Un troisième menhir découvert récemment a été redressé près de la route d'accès au site.
Des sondages réalisés à la base des deux menhirs par Hélène Barge en 1987 ont révélé la présence de pierres de calage mais aucun artefact archéologique n'a été recueilli. Selon la légende locale, les menhirs marquent l'entrée d'un souterrain creusé par les moines et conduisant à la Chartreuse de la Verne.

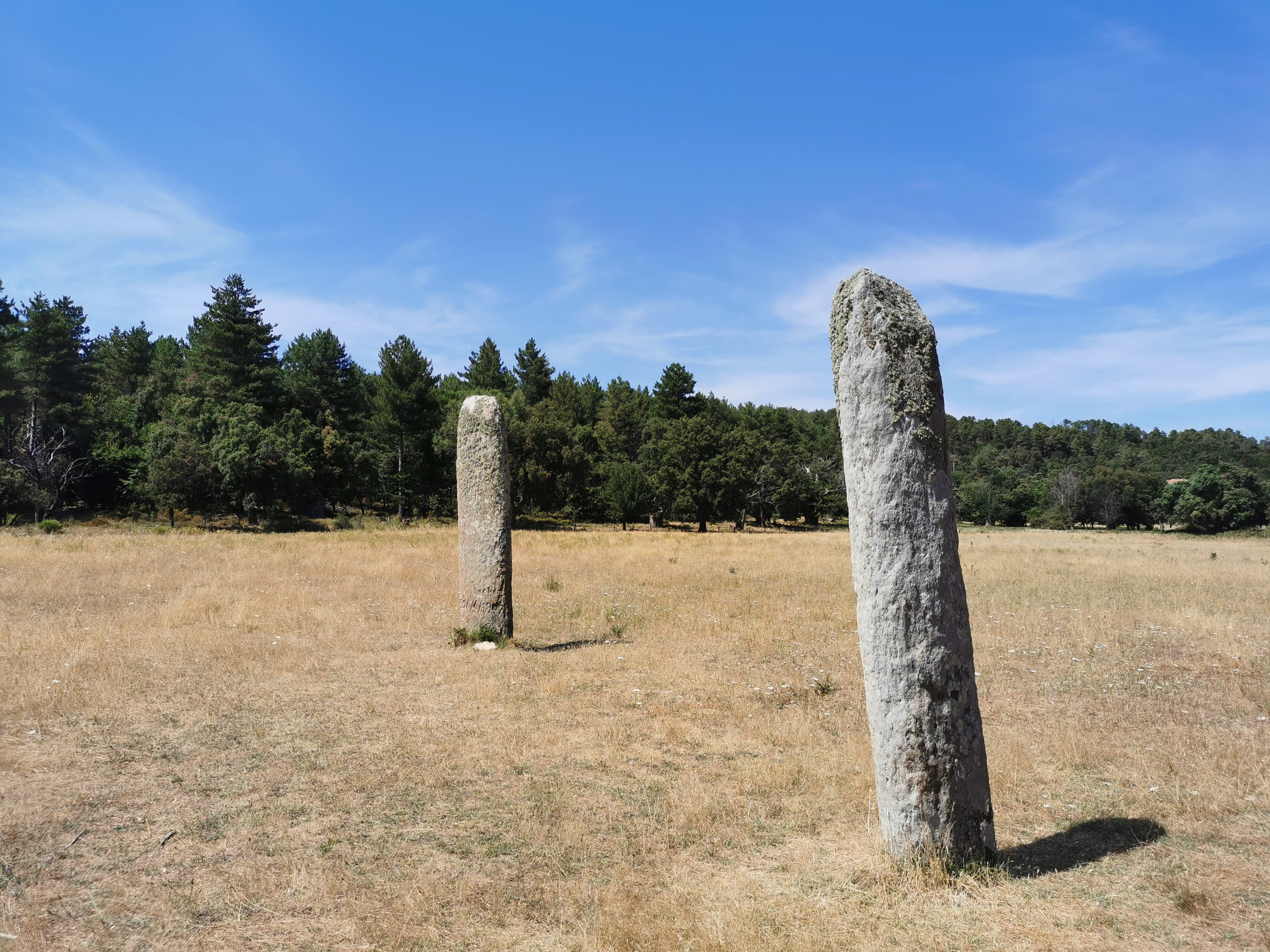
Les deux menhirs du plateau de Lambert.
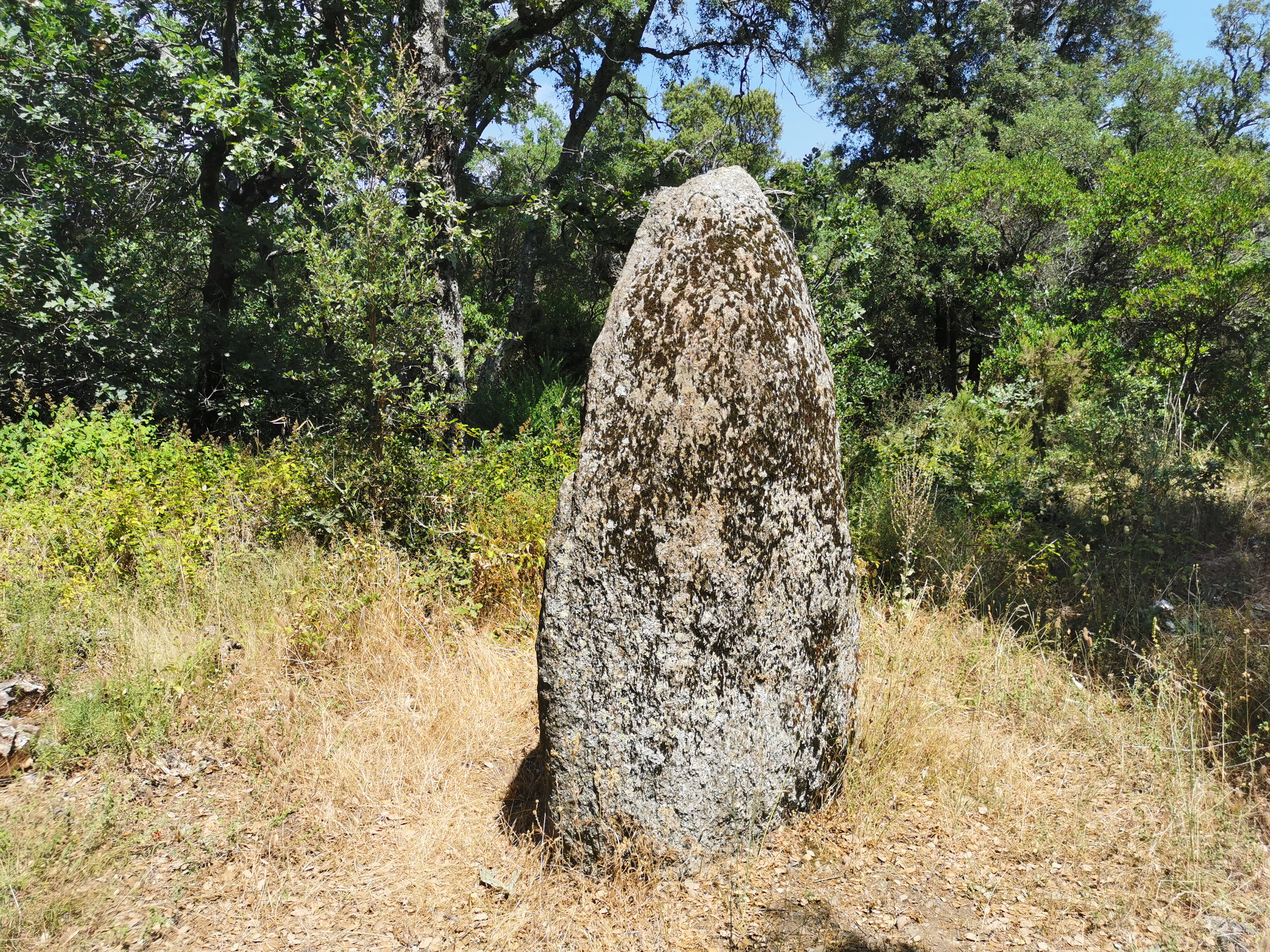
3ème menhir de Lambert redresé au niveau du parking de la Croix d'Anselme.
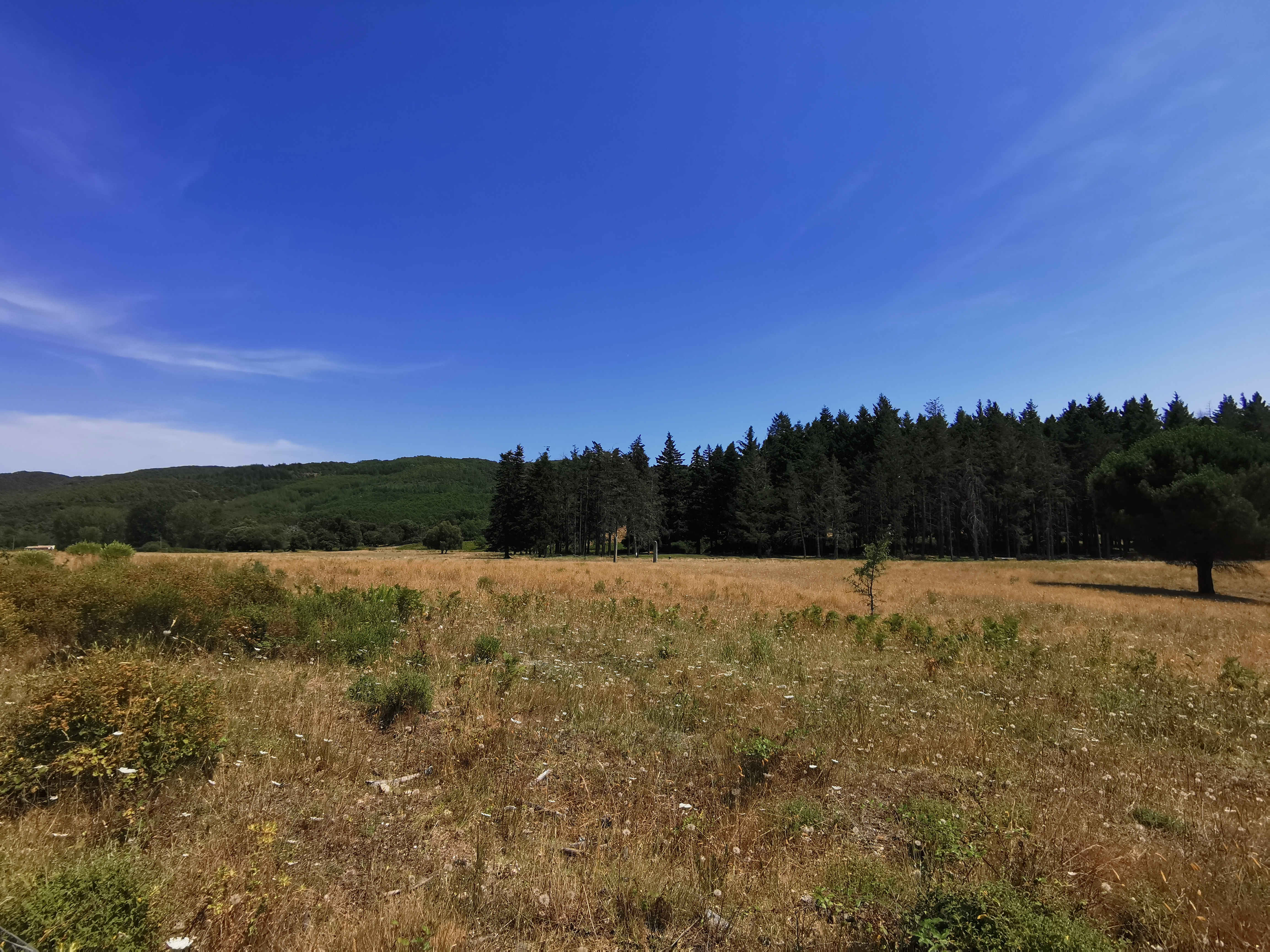
Vue large de la portion de plateau avec les menhirs au centre.
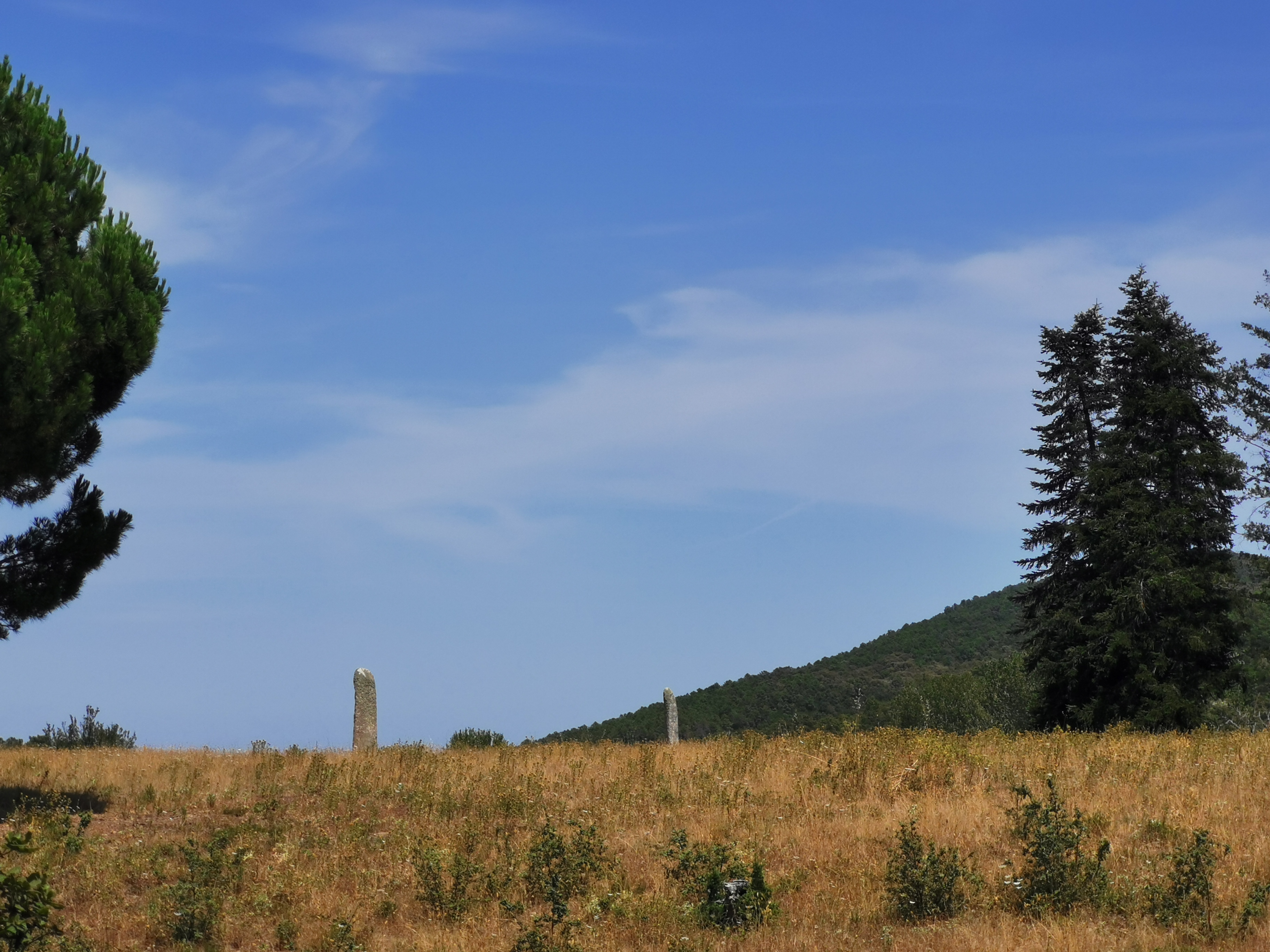
Vue latérale des deux menhirs.